# ドイツ東アフリカ会社

ドイツ東アフリカ会社の旗

ドイツ東アフリカ会社（ドイツひがしアフリカがいしゃ、独: Deutsch-Ostafrikanische Gesellschaft、英: German East Africa Company）は、ドイツ帝国宰相オットー・フォン・ビスマルクの支援を受けて、カール・ペータースがドイツ領東アフリカ（現タンザニアの大陸部など）統治の為に1885年4月2日に設立した組織。ドイツ領東アフリカの最初の首都バガモヨに設立、後にダルエスサラームへの遷都と共に移転。
1888年、倒産したドイツ・ヴィツ協会を買収。アブシリの反乱の後、ドイツ政府はドイツ領東アフリカを直接統治することを決定し、ドイツ東アフリカ会社の活動は通商のみに限定された。1891年、プランテーション、貿易等の業務と共にドイツ政府に売却、ドイツ東アフリカ会社職員はドイツ政府職員となり、ドイツ領東アフリカはドイツ政府の完全統治になる。